# پروانه‌ماهی سه‌گوش
پروانه‌ماهی سه‌گوش (نام علمی: Chaetodon triangulum) نام یک گونه از تیره پروانه‌ماهی است.